# 立体几何
数学上，立体几何（英語：solid geometry）是三维歐幾里得空間的几何的传统名称。实践上这大致上就是一般生活的空间。一般作为平面几何的后续课程。其研究對象是立体（簡稱体）——占据一定三维空间，具有非零体积的物体。
立体测绘（stereometry）处理不同形体的体积的测量问题。

## 簡史
毕达哥拉斯学派就处理过球和正多面体，但是棱锥、棱柱、圆锥和圆柱在柏拉图学派着手处理之前人们所知甚少。欧多克索斯建立了它们的测量法，证明锥是等底等高的柱体积的三分之一，可能也是第一个证明球体积和其半径的立方成正比的。

## 内容

### 基本课题
- 面和直線的重合
- 两面角和立体角
- 方块、长方体、平行六面体
- 棱锥
- 棱柱
- 棱台
- 正多面体
- 圆锥、圆柱
- 球
- 二次曲面：類球面、椭球、抛物面、双曲面

### 其它课题
较高级的研究有：
- 三维的射影几何
- 用增加一个维度的方法的笛沙格定理的证明
- 更多的多面体
- 描述几何

解析几何和向量技术通过允许系统的使用线性方程组和矩阵代数带来了重大的冲击；这在高维变得更为重要。研究这个主题的一个重要应用是计算机图形学，这意味着算法变得重要起来。